# Yosemite Valley Archeological District
Le Yosemite Valley Archeological District est un district historique américain dans le comté de Mariposa, en Californie. Protégé au sein du parc national de Yosemite, il est inscrit au Registre national des lieux historiques depuis le 20 janvier 1978.